# Sachsenhausen, Oranienburg
Sachsenhausen (på tyska även Oranienburg-Sachsenhausen) är en stadsdel i staden Oranienburg i Tyskland, i länet Landkreis Oberhavel, förbundslandet Brandenburg.  Platsen är ökänd för koncentrationslägret Sachsenhausen, som användes mellan 1936 och 1945 av Nazityskland och därefter fram till 1950 av Sovjet.  Fram till 1974 var Sachsenhausen en självständig kommun och blev därefter en stadsdel i Oranienburg.  Stadsdelen hade 2 735 invånare år 2005.
Sachsenhausen har en station, numera en hållplats, på järnvägen Berlin-Neustrelitz.  På platsen för koncentrationslägret, som idag ligger strax utanför stadsdelen, i norra Oranienburg, finns idag en minnesplats och ett museum.  

## Historia

### Tidig historia och grundade
Första skriftliga belägget för bebyggelse på platsen är från år 1300, då markgrevarna av ätten Askanien lät anlägga borgen Neumühl på platsen, vid en övergång av floden Havel.  Här anlades även en hammarsmedja.  1402 förstördes bosättningen av pommerska och ruppinska trupper men återuppbyggdes. 1448 påbörjades en slussanläggning vid Havel.  År 1690 grundades bosättningen Berg intill slussarna.  
Orten och församlingen Sachsenhausen grundades som en sachsisk spinneriby år 1752, som den första sådana byn i Kurmark.

### Under Nazityskland
1936 förlades ett nazityskt koncentrationsläger till orten Sachsenhausen, KZ Sachsenhausen.  Under perioden 1936-1945 var omkring 200 000 personer fångar i lägret, varav omkring 100 000 avrättades eller avled på grund av svält, utmattning och sjukdomar.
I området mellan stationen och lägret byggdes under 30- och 40-talen bostäder för SS-soldater och civilister.  Sedan DDR-epoken kallas området Ernst-Thälmann-Siedlung.

### Sedan 1945
Lägret Sachsenhausen användes under perioden 1945-1950 av Sovjetunionen för internering av tyska fångar, huvudsakligen tidigare NSDAP-funktionärer, men även sovjetiska desertörer. Från 1948 var de flesta nya fångar personer som dömts till internering av sovjetiska militärtribunaler för motstånd mot ockupationsmakten. Det uppskattas att omkring 60 000 fångar passerade genom Specialläger nummer 7/nummer 1, och att minst 12 000 dog i lägret. När lägret stängdes 1950 överfördes många av fångarna till Gulag.
1961 blev lägret Sachsenhausen en minnesplats och museum.    1974 införlivades kommunen Sachsenhausen i staden Oranienburg. I samband med en administrativ reform 2003 fick delar av ortens tidigare område status som Ortsteil, en administrativ kommundel inom staden.  Lägerområdet och museet vid Sachsenhausen ligger idag utanför stadsdelsgränsen och tillhör Oranienburgs stadskärna.